# Wang Wen
Wang Wen (кит. упр. 惘闻, пиньинь Wǎngwén) — китайская инструментальная рок-группа. Считается одним из наиболее влиятельных коллективов в среде китайского пост-рока. 

## Участники
Текущий состав группы включает шесть участников.
- Се Юйган (谢玉岗) — гитара;
- Гэн Синь (耿鑫) — гитара;
- Сюй Цзэчжэ (徐增铮) — бас-гитара;
- Чжоу Лянцзя (周连江) — ударные;
- Чжан Яньфэн (张岩峰) — клавишные, скрипка;
- Хуан Кай (黄凯) — труба.

## История
Группа была основана в 1999 году в Даляне (провинция Ляонин) гитаристами Се Юйганом и Гэн Синем. Известно, что оба гитариста тогда были поклонниками американской рок-группы The Smashing Pumpkins. Другой источник вдохновения раннего творчества музыкантов — Nirvana. Барабанщик Чжоу Лянцзя, присоединившийся к группе вскоре после ее создания, придумал первоначальное название коллектива — «罔闻» (кит. «Не Слушай»). Свое нынешнее название коллектив получил в результате ошибки Се Юйгана, когда тот случайно приписал ключ "сердце" (忄) к одному из иероглифов. Неправильная запись показалась гитаристу символичной, и он решил ее оставить.
Дебютное выступление Wang Wen состоялось 7 апреля 1999 года в даляньском баре «Ноев ковчег» («诺亚方舟») на мероприятии, посвященном памяти Курта Кобейна. В октябре того же года группа приняла участие в первом даляньском фестивале рок-музыки, проходившем в местном мотоклубе.
Группа не сразу пришла к чисто инструментальной музыке. Во время работы над первыми тремя демо-альбомами музыкальный стиль коллектива постепенно эволюционировал, вместе с чем менялся и состав участников. После выхода их первого студийного альбома «二十八天失眠日记» в 2003 году Wang Wen знакомятся с творчеством таких исполнителей, как Godspeed You! Black Emperor, Mogwai и Do Make Say Think. С этого момента Се Юйган решает отказаться от вокала и лирики: следующий студийный альбом коллектива «Re:Re:Re:» — это уже образец чисто инструментального творчества.

## Дискография

### Демо
- «动物世界» (пиньинь Dòngwù shìjiè, кит. «Животный мир») (1999)
- «凌水河» (пиньинь Líng shuǐ hé, кит. «Замерзшая река») (2000)
- «晦涩的阴阳之路» (пиньинь Huìsè de yīnyáng zhī lù, кит. «Туманный путь инь и янь») (2002)

### Студийные альбомы
- «二十八天失眠日记» (пиньинь Èrshíbā tiān shīmián rìjì, кит. «Двадцать восемь дней бессонницы») (2003)
- «Re:Re:Re:» (2005)
- «7 Objects in Another Infinite Space» (2007)
- «IV» (2008)
- «L&R» (2010)
- «0.7» (2012)
- «八匹马» (пиньинь Bā pǐ mǎ, кит. «Восемь лошадей») (2014)
- «岁月鸿沟» (пиньинь Suìyuè hónggōu, кит. «Граница времен») (2016)
- «看不见的城市» (пиньинь Kàn bu jiàn de chéngshì, кит. «Невидимый город») (2018)
- «十万个为什么» (пиньинь Shíwàn gè wèishénme, кит. «Сто тысяч "почему"») (2020)
- «辛丑｜壬寅» (пиньинь Xīnchǒu | Rényín, кит. «Белый Бык | Черный Тигр») (2022)